# Alan Parsons
Alan Parsons (Londres, 20 de dezembro de 1948) é um engenheiro de áudio, compositor, músico e produtor musical inglês, filho de Alexander Denys Herbert (Denys) Parsons e Jane Kelty (Kelty) MacLeod. O pai de Parsons foi o desenvolvedor do Parsons Code. O seu bisavô foi ator de teatro e gerente do teatro Herbert Beerbohm-Tree, e o ator de cinema Oliver Reed, primo em primeiro grau, embora nunca se tenham conhecido.[carece de fontes?]
Parsons esteve envolvido na produção de vários álbuns, incluindo Beatles: Abbey Road (1969) e Let It Be (1970), Pink Floyd: The Dark Side of the Moon (1973), e do homônimo álbum de estreia de Ambrosia, em 1975. O próprio grupo de Parsons, The Alan Parsons Project, bem como suas gravações solo subsequentes, também tiveram sucesso comercial. Ele foi indicado para 13 prémios Grammy, tendo obtido a sua primeira vitória em 2019 para o "Melhor Álbum de Áudio Imersivo" com Eye in the Sky (edição de 35º aniversário).

## Discografia

### Discografia completa
| Ano                                    | Título                                                             | Selo                    |
| -------------------------------------- | ------------------------------------------------------------------ | ----------------------- |
| como parte do The Alan Parsons Project |                                                                    |                         |
| 1976                                   | Tales of Mystery and Imagination                                   | Mercury                 |
| 1977                                   | I Robot                                                            | Arista                  |
| 1978                                   | Pyramid                                                            | Arista                  |
| 1979                                   | Eve                                                                | Arista                  |
| 1980                                   | The Turn of a Friendly Card                                        | Arista                  |
| 1982                                   | Eye in the Sky                                                     | Arista                  |
| 1983                                   | The Best of the Alan Parsons Project                               | Arista                  |
| 1983                                   | Ammonia Avenue                                                     | Arista                  |
| 1985                                   | Vulture Culture                                                    | Arista                  |
| 1985                                   | Stereotomy                                                         | Arista                  |
| 1987                                   | Gaudi                                                              | Arista                  |
| 1988                                   | The Best of the Alan Parsons Project, Vol. 2                       | Arista                  |
| 1988                                   | The Instrumental Works                                             | Arista                  |
| 1990                                   | Freudiana                                                          | EMI                     |
| 1989                                   | Pop Classics                                                       | Arista                  |
| 1995                                   | Extended Versions: The Encore Collection Live                      |                         |
| 1997                                   | The Definitive Collection                                          |                         |
| 1999                                   | Master Hits - The Alan Parsons Project                             |                         |
| 1999                                   | Alan Parsons Project - Greatest Hits Live = Best of Live           |                         |
| 1999                                   | Eye in the Sky – Encore Collection                                 |                         |
| 2000                                   | Alan Parsons Project - Gold Collection                             | BMG International       |
| 2002                                   | Works                                                              | Audiophile Legends      |
| 2004                                   | Ultimate                                                           |                         |
| 2006                                   | Days Are Numbers                                                   | Arista                  |
| 2007                                   | The Essential (Compilação, 2 CDs)                                  | Arista / Legacy         |
| 2010                                   | The Collection                                                     | Sony / Camden           |
| 2014                                   | The Sicilian Defence (parte de "The Complete Albums Collection")   | Arista / Sony           |
| como Artista Solo - Álbuns de Estúdio  |                                                                    |                         |
| 1993                                   | Try Anything Once                                                  | Arista                  |
| 1996                                   | On Air                                                             | A&M/Digital Sound       |
| 1999                                   | The Time Machine                                                   | Miramar                 |
| 2004                                   | A Valid Path                                                       | Artemis                 |
| 2019                                   | The Secret                                                         | Frontiers               |
| como artista solo - álbuns ao vivo     |                                                                    |                         |
| 1995                                   | The Very Best Live                                                 | RCA                     |
| 2010                                   | Eye 2 Eye: Live in Madrid                                          | Frontiers               |
| 2013                                   | Alan Parsons LiveSpan                                              | MFP                     |
| 2016                                   | Alan Parsons Symphonic Project, Live in Colombia                   | earMusic                |
| como artista solo – Singles            |                                                                    |                         |
| 2010                                   | All Our Yesterdays / Alpha Centauri (2010)                         | Authentik Artists, Inc. |
| 2014                                   | Fragile / Luciferama                                               | Mfp Music Productions   |
| 2015                                   | Do You Live at All                                                 |                         |
| como engenheiro                        |                                                                    |                         |
| 1969                                   | Abbey Road (The Beatles)                                           | Apple                   |
| 1970                                   | Atom Heart Mother (Pink Floyd)                                     | Harvest                 |
| 1971                                   | Stormcock (Roy Harper)                                             | Harvest                 |
| 1971                                   | Wild Life (Wings)                                                  | Apple                   |
| 1973                                   | The Dark Side of the Moon (Pink Floyd)                             | Harvest                 |
| 1973                                   | Red Rose Speedway (Paul McCartney and Wings)                       | Apple                   |
| 1974                                   | Hollies (The Hollies)                                              | Polydor (UK), Epic (US) |
| 1975                                   | Another Night (The Hollies)                                        |                         |
| 1975                                   | Ambrosia (Ambrosia)                                                | 20th Century            |
| 1976                                   | Year of the Cat (Al Stewart)                                       |                         |
| 1978                                   | Time Passages (Al Stewart)                                         |                         |
| 2013                                   | The Raven That Refused to Sing (And Other Stories) (Steven Wilson) | Kscope                  |
| como produtor                          |                                                                    |                         |
| 1974                                   | From the Album of the Same Name (Pilot)                            | EMI                     |
| 1974                                   | The Psychomodo (Cockney Rebel)                                     | EMI                     |
| 1975                                   | The Best Years of Our Lives (Steve Harley & Cockney Rebel)         |                         |
| 1975                                   | Second Flight (Pilot)                                              |                         |
| 1975                                   | Modern Times (Al Stewart)                                          |                         |
| 1976                                   | Rebel (John Miles)                                                 |                         |
| 1976                                   | Year of the Cat (Al Stewart)                                       |                         |
| 1976                                   | Somewhere I've Never Travelled (Ambrosia)                          | 20th Century            |
| 1978                                   | Time Passages (Al Stewart)                                         |                         |
| 1979                                   | Lenny Zakatek (Lenny Zakatek)                                      | A&M                     |
| 1984                                   | Keats                                                              | EMI                     |
| 1985                                   | Ladyhawke (OST by Andrew Powell)                                   | Atlantic Records        |
| 1993                                   | Symphonic Music of Yes                                             | RCA                     |
| 2012                                   | Grand Ukulele (Jake Shimabukuro)                                   | Mailboat Records        |
| 2017                                   | Blackfield V (Blackfield)                                          | Kscope                  |
| 2019                                   | Jonathan Cilia Faro (Grown up Christmas List)                      | NewArias Production     |
| como Produtor Executivo / Mentor       |                                                                    |                         |
| 1999                                   | Turning the Tide (Iconic Phare)                                    | Carrera Records         |

### Top 40 singles de sucesso daBillboard(EUA)
- 1976 –  "(The System of) Doctor Tarr and Professor Fether" –  No. 37
- 1977 –  "I Wouldn't Want to Be Like You" –  No. 36
- 1979 –  "Damned If I Do" –  No. 27
- 1980 –  "Games People Play" –  No. 16
- 1981 –  "Time" –  No. 15
- 1982 –  "Eye in the Sky" –  No. 3
- 1984 –  "Don't Answer Me" –  No. 15
- 1984 –  "Prime Time" –  No. 34

### Singles canadenses
- 1976 –  "(The System of) Doctor Tarr and Professor Fether" –  No. 62
- 1977 –  "I Wouldn't Want to Be Like You" –  No. 22
- 1980 –  "Damned If I Do" –  No. 16
- 1981 –  "Games People Play" –  No. 9
- 1981 –  "Time" –  No. 30
- 1982 –  "Eye in the Sky" –  No. 1
- 1983 –  "You Don't Believe" –  No. 43
- 1984 –  "Don't Answer Me" –  No. 20
- 1985 –  "Let's Talk About Me" –  No. 89

## Nomeações para prêmios

### Nomeações
- 1973 - Pink Floyd - The Dark Side of the Moon - indicação ao Grammy de melhor álbum de engenharia, não clássico
- 1975 - Ambrosia - Ambrosia - Nomeação para o Grammy de Melhor Álbum de Engenharia, não clássico
- 1976 - Ambrosia - Somewhere I Never Traveled - Grammy Nomeação de Melhor Álbum de Engenharia, não clássico
- 1976 - The Alan Parsons Project - Tales of Mystery and Imagination - Nomeação para o Grammy de Melhor Álbum de Engenharia, não clássico
- 1978 - The Alan Parsons Project - Pyramid - Nomeação para o Grammy de Melhor Álbum de Engenharia, não clássico
- 1978 - Alan Parsons - produtor do ano, indicação ao Grammy de produtor do ano
- 1979 - Ice Castles - Trilha sonora do filme original - Nomeação para o Grammy de Melhor Álbum com Trilha Sonora Original Escrita para um Filme
- 1979 - The Alan Parsons Project - Eve - Nomeação para o Grammy de Melhor Álbum de Engenharia, não clássico
- 1981 - The Alan Parsons Project - The Turn of a Friendly Card - Nomeação para o Grammy de Melhor Álbum de Engenharia, não clássico
- 1982 - The Alan Parsons Project - Eye in the Sky - Nomeação para o Grammy de Melhor Álbum de Engenharia, não clássico
- 1986 - The Alan Parsons Project - "Where's The Walrus?" - Nomeação para o Grammy de Melhor Performance Instrumental de Rock
- 2007 - Alan Parsons - A Valid Path - Nomeação para o Grammy de Melhor Álbum de Som Surround
- 2018 - Alan Parsons, Dave Donnelly e PJ Olsson - "Eye in the Sky - 35th Anniversary Edition"[10] - Prêmio Grammy de Melhor Álbum de Áudio Imersivo - Alan Parsons, engenheiro de mixagem surround; engenheiros de masterização surround; Alan Parsons, produtor surround (The Alan Parsons Project)[3]